# St. Anton am Arlberg
St. Anton am Arlberg ist eine Gemeinde mit 2366 Einwohnern (Stand 1. Jänner 2024) im Bezirk Landeck im österreichischen Bundesland Tirol. Sie liegt am Fuße des Arlbergs an der Landesgrenze zwischen Tirol und Vorarlberg. Das Dorf St. Anton ist deren Hauptort und war ein bedeutender Passort. Das Gebiet ist durch das Skigebiet Ski Arlberg bekannt, das fünftgrößte weltweit, einer der bekanntesten Wintersportorte und gilt als eine Wiege des alpinen Skifahrens.

## Geographie

### Geographische Lage
St. Anton liegt im oberen Teil des Stanzertales, rund 100 km westlich der Landeshauptstadt Innsbruck, an der Grenze zu Vorarlberg zwischen den Lechtaler Alpen im Norden und der Verwallgruppe im Süden an der Rosanna. Der Hauptort liegt auf 1284 m ü. A., das Gemeindegebiet erstreckt sich bis auf 3148 m ü. A. (Kuchenspitze). Der Hausberg ist der Gampen und der höchstgelegene, mit Aufstiegshilfen erreichbare Punkt ist der Gipfel der Valluga mit 2811 m ü. A.
Die Gemeinde hat eine Fläche von 165,81 km², damit ist St. Anton flächenmäßig größer als das Fürstentum Liechtenstein.

### Gemeindegliederung
| Katastralgemeinden                | Ortschaften in der Gemeinde |
| --------------------------------- | --- |
| St. Anton am Arlberg (165,81 km²) | St. Anton am Arlberg (D) Moos (R) Nasserein (D) St. Christoph am Arlberg (D) Stadle (R) St. Jakob am Arlberg (R) Bach (R) Gand (D) Gsör (R) |
| Legende                           | |

| In der Spalte Katastralgemeinden sind sämtliche Katastralgemeinden einer Gemeinde angeführt. In der Klammer ist die jeweilige Fläche in km² angegeben. |
| In der Spalte Ortschaften sind sämtliche von der Statistik Austria erfassten Siedlungen, die auch eine eigene Ortschaftskennziffer aufweisen, angeführt. In der Hierarchieebene derselben Spalte, rechts eingerückt, werden nur Ansiedlungen, die mindestens aus mehreren Häusern bestehen, dargestellt. Die wichtigsten der verwendeten Abkürzungen sind: - M = Hauptort der Gemeinde - Stt = Stadtteil - R = Rotte - W = Weiler - D = Dorf - ZH = Zerstreute Häuser - Sdlg = Siedlung - Hgr = Häusergruppe - E = Einzelgehöft (nur wenn sie eine eigene Ortschaftskennziffer haben) Die komplette Liste der Statistik Austria ist in: Topographische Siedlungskennzeichnung nach STAT Zu beachten ist, dass manche Orte unterschiedliche Schreibweisen haben können. So können sich Katastralgemeinden anders schreiben als gleichnamige Ortschaften bzw. Gemeinden. Quelle: Statistik Austria – Liste für Tirol (PDF) |

Das Gemeindegebiet umfasst folgende zwei Ortschaften (in Klammern Einwohnerzahl Stand 1. Jänner 2024):
- St. Anton am Arlberg (1733)
- St. Jakob am Arlberg (633)

### Nachbargemeinden
| ∗                                      | Kaisers (Bez. Reutte)                       |                    |
| Klösterle (Bez. Bludenz, Vlbg.)        | Kompassrose, die auf Nachbargemeinden zeigt | Pettneu am Arlberg |
| Silbertal (Bez. Bludenz, Vlbg.) Galtür |                                             | Kappl Ischgl       |

∗ Lech, Bez. Bludenz, Vlbg., grenzt um ein kleines Stück Kamm an der Valluga nicht an, Klösterle grenzt dort an Kaisers

### Klima
|                        | Jan  | Feb  | Mär  | Apr  | Mai  | Jun  | Jul  | Aug  | Sep  | Okt  | Nov  | Dez  |   |      |
| Mittl. Temperatur (°C) | −4,5 | −3,3 | 0,3  | 4,3  | 9,4  | 12,5 | 14,7 | 13,9 | 10,2 | 5,9  | 0,0  | −3,5 | ⌀ | 5    |
| Mittl. Tagesmax. (°C)  | 0,8  | 3,0  | 6,6  | 10,7 | 16,1 | 19,1 | 21,8 | 21,0 | 17,4 | 13,1 | 5,5  | 0,8  | ⌀ | 11,4 |
| Mittl. Tagesmin. (°C)  | −8,9 | −8,3 | −4,2 | −0,5 | 3,9  | 7,0  | 9,1  | 8,8  | 5,6  | 1,5  | −3,8 | −7,3 | ⌀ | 0,3  |
|                        |      |      |      |      |      |      |      |      |      |      |      |      |   |      |
| Niederschlag (mm)      | 90   | 77   | 88   | 54   | 82   | 118  | 144  | 162  | 91   | 67   | 81   | 84   | Σ | 1138 |
|                        |      |      |      |      |      |      |      |      |      |      |      |      |   |      |
| Luftfeuchtigkeit (%)   | 67,7 | 58,5 | 51,5 | 47,8 | 47,1 | 49,6 | 49,1 | 51,7 | 51,2 | 53,9 | 64,2 | 73,4 | ⌀ | 55,5 |

| −8,9 |

| −8,3 |

| −4,2 |

| −0,5 |

| 3,9 |

| 7,0 |

| 9,1 |

| 8,8 |

| 5,6 |

| 1,5 |

| −3,8 |

| −7,3 |

| −8,9 |

| −8,3 |

| −4,2 |

| −0,5 |

| 3,9 |

| 7,0 |

| 9,1 |

| 8,8 |

| 5,6 |

| 1,5 |

| −3,8 |

| −7,3 |

## Geschichte

### Entwicklung des Gemeindenamens
St. Anton am Arlberg trägt innerhalb von 750 Jahren bereits den fünften Namen: Um 1275 als Vallis taberna bezeichnet, folgte über Jahrhunderte der Name Stanzertal (1275 – ca. 1805), ehe für kurze Zeit der Gemeindename St. Jakob als Standort der alten Kuratie St. Jakob übernommen wurde (1805 – ca. 1811). Auch dieser Name dürfte nicht zufriedenstellend gewesen sein und man einigte sich auf den Gemeindenamen nach dem alten Ortsteil Nasserein (1811 – 1927), der inmitten der beiden Fraktionen St. Jakob und St. Anton gelegen ist, wohl auch deswegen, da sich das Postgasthaus in diesem Ortsteil bis 1824 befand.
Mit dem Bau der neuen Landstraße im Jahr 1824 wurden die beiden Ortsteile St. Jakob und Nasserein umfahren und der Ortsteil St. Anton gewann immer mehr an Bedeutung. Als in den Jahren 1880 bis 1884 die Arlbergbahn gebaut wurde, stand bereits bei der Planung fest, dass die Bahnstation St. Anton am Arlberg heißen werde, obwohl der Gemeindename nach wie vor Nasserein war. Im Jahre 1927 benannte sich die bisher Stanzertal genannte Gemeinde schließlich in St. Anton am Arlberg um.

### Verkehrsentwicklung

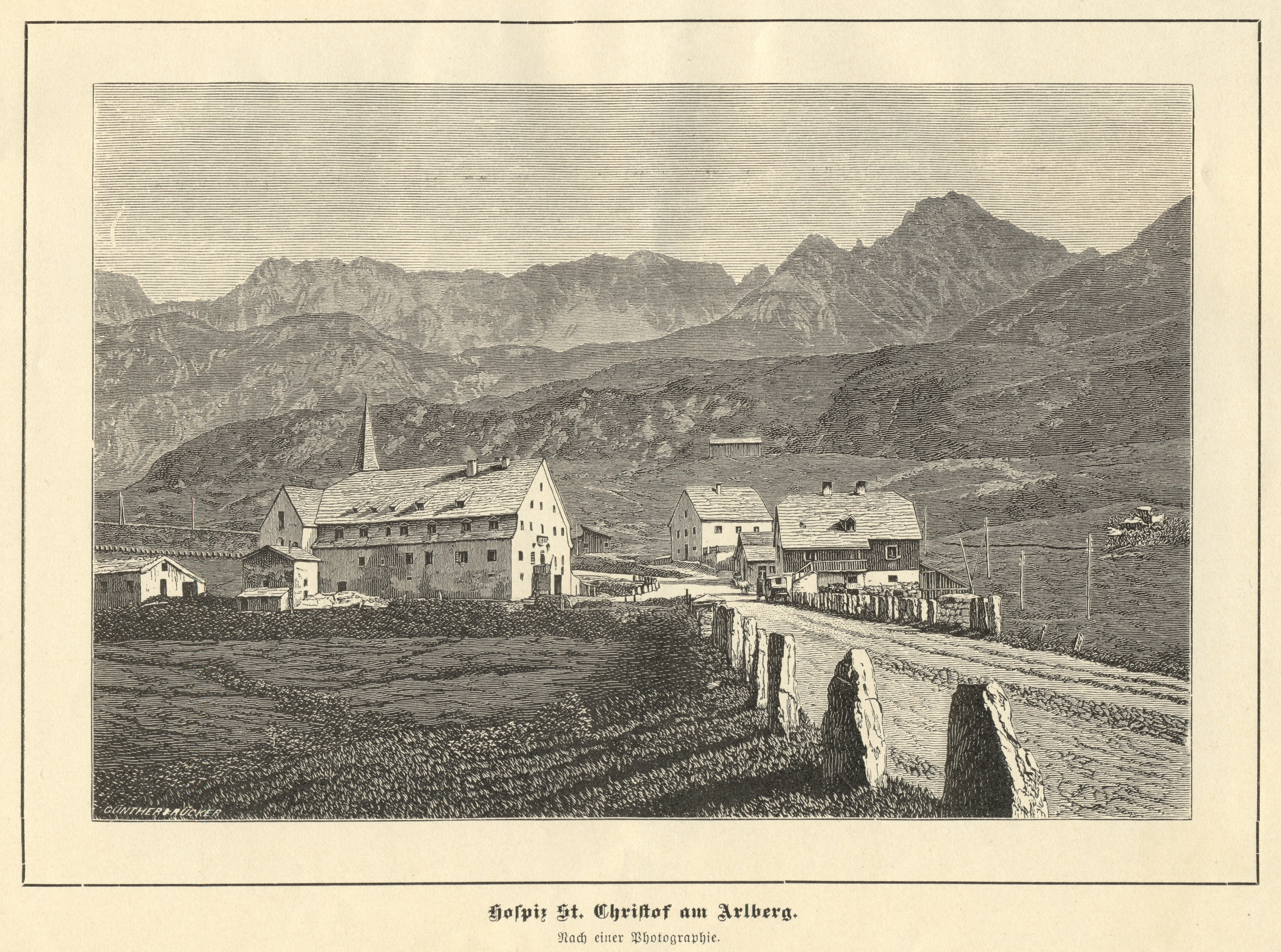
Historische Ansicht von 1889 des Ortsteils St. Christoph

Die Geschichte des Ortes, erstmals um 1275 als Vallis taberna erwähnt, ist eng mit der Verkehrsentwicklung des Arlbergpasses verknüpft.

#### Arlbergpass
Als 1363 Tirol und bald darauf auch Vorarlberg zum Habsburgerreich gekommen waren, setzte auf dem Fahrweg über den Arlberg verstärkter Verkehr ein. Dem Transport von Handelswaren aller Art, insbesondere dem Salztransport, und den militärischen Gütern samt Truppenbewegungen kam dabei größte Bedeutung zu. Die Dörfer dies- und jenseits des Arlbergs erblühten und neue Siedlungen entstanden. Im Untertanenverzeichnis von 1427 werden 88 „Familienväter mit Weib und Kindern“ genannt, im Feuerstättenverzeichnis jedoch nur 65 Feuerstätten. Dies lässt darauf schließen, dass viele Familien in Doppel- und Dreifachhäusern gewohnt haben. Sehr aufschlussreich sind auch die im Original erhaltenen Dorfordnungen aus dem Jahre 1656 und 1802, die alle Gehöfte mit ihren Bewohnern samt Rechten und Pflichten nennen.
Nach dem Verkauf der Alpgebiete auf dem Arlberg (Alpe Stern genannt) samt sonstiger Alprechte im Jahr 1450 an die Stadt Lindau am Bodensee verschaffte sich diese die Kontrolle über den Arlbergverkehr. Lindau förderte aber den Salztransport von Hall über den Fernpass und schädigte so den Salztransportverkehr über den Arlberg empfindlich.
Im Laufe des 15. Jahrhunderts verfiel die Straße über den Arlberg derart, dass er mit Wagen nicht mehr befahrbar war. Dieser Zustand hielt sich von ca. 1450 bis 1787 und wurde erst mit der Eröffnung der Josephinischen Straße über den Arlberg wieder behoben. Der dadurch wieder stark steigende Fuhrwerksverkehr erzwang mit der Kunststraße 1824 den weiteren Ausbau, was die Umfahrung von St. Jakob und Nasserein zur Folge hatte.
Etwa um 1860 nahm der Arlbergverkehr wieder rasch ab, da im Alpenvorland bereits Eisenbahnen entstanden waren und der Transport des Salzes nunmehr wieder über Bayern erfolgte. Für die Bevölkerung war der finanzielle Niedergang in allen Teilen des Dorfes spürbar. Viele Einheimische gingen nunmehr wieder als Maurer, Zimmerleute oder Handlanger ins Ausland, da sie von der klein strukturierten Landwirtschaft nicht leben konnten.

#### Eisenbahntunnel

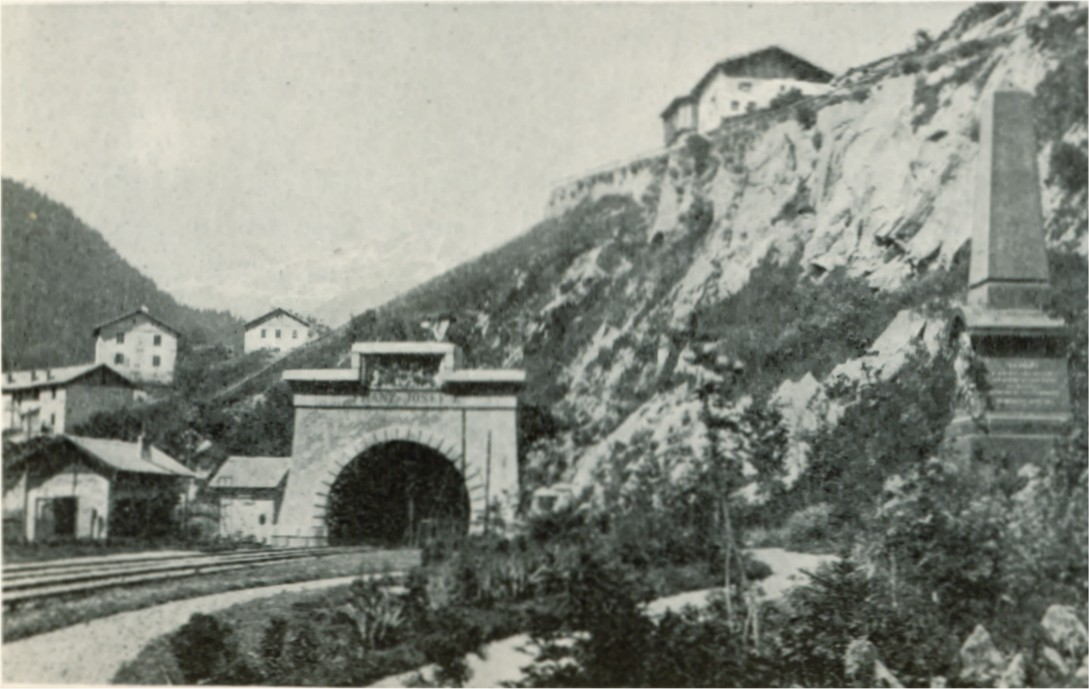
Ostportal des Arlberg-Eisenbahntunnels, wie es bis zum Neubau des St. Antoner Bahnhofs um die Jahrtausendwende bestand

1880 wurde mit dem Bau der Arlbergbahn und des Arlbergtunnels begonnen. Kaiser Franz Josef I. selbst besuchte 1881 die Tunnelbaustelle und begab sich ca. 1000 m in den Stollen hinein, um sich ein Bild der größten Baustelle der Monarchie machen zu können. Die Eröffnung 1884 bedeutete nicht nur eine einmalige technische Großleistung, sondern auch einen enormen wirtschaftlichen Aufschwung für die Gebiete dies- und jenseits des Arlbergs. Der Bahnbau brachte Arbeit und auch die ersten Touristen kamen nunmehr mit der Eisenbahn nach St. Anton am Arlberg. Mit der Verlegung des Bahnhofs an den Südrand des Ortes wurde der Tunnel um über 400 m verlängert und endet nun direkt am Bahnhof.

#### Straßentunnel
Zunächst Segen, später Fluch der Arlberggemeinde St. Anton wurde der zunehmende Verkehr über den Arlbergpass. Ab Mitte der 1950er Jahre hatte der Verkehr derart stark zugenommen, dass die Gemeinde Gegenmaßnahmen ergreifen musste. Zunächst pendelten zwischen Langen am Arlberg und St. Anton Autotransportzüge als wintersichere Alternative zur Arlbergpaßstraße. Die damals mitten in St. Anton stehenden Züge blockierten aufgrund der längeren Be- und Entladezeiten aber entsprechend lange die dortigen Bahnübergänge.
Es entstand die Idee des Arlberg-Straßentunnels in Verbindung mit der Arlberg Schnellstraße. 1974 begannen schließlich die Arbeiten zu dem 13,91 Kilometer langen, wintersicheren und sondermautpflichtigen Tunnel zwischen St. Anton und Langen in Vorarlberg. Am 1. Dezember 1978 wurde dieser seiner Bestimmung übergeben. Diese Maßnahme führte zu einer starken Beruhigung des Durchgangsverkehrs durch St. Anton, sodass in der Folgezeit die Dorfstraße in weiten Teilen zur Fußgängerzone erklärt und die Kfz-Transporte durch den Bahntunnel eingestellt werden konnten.

### Die Schwabenkinder
Um 1815 begann auf Grund der schlechten wirtschaftlichen Situation im Dorf das oft traurige Kapitel der Schwabenkinder. Unzählige Kinder armer Leute – zumeist Bergbauern und Tagelöhner – wurden in Gruppen über den Sommer ins relativ reiche Schwaben geschickt und dort auf den Kindermärkten z. B. in Ravensburg als billige Arbeitskräfte angeboten. Zumeist mussten sie sich als Hüterkinder und Mägde verdingen – erst 1914 sollte dies ein Ende nehmen.

### Einflüsse der nationalsozialistischen Herrschaft und des Zweiten Weltkrieges
Auch der Anschluss Österreichs an das nationalsozialistische Deutsche Reich 1938 blieb in St. Anton nicht ohne Folgen. Es gab Verhaftungen, Vertreibungen und antisemitische Maßnahmen; so wurde am westlichen Ortsrand die Tafel „In St. Anton sind Juden unerwünscht“ aufgestellt. Psychisch Kranke und Behinderte wurden Opfer der Aktion T4.
So wurde auch Rudolf Gomperz, welcher gemeinsam mit Hannes Schneider St. Anton zu einem führenden Wintersportort gemacht hatte, als einer der letzten Juden von Tirol über Wien ins Vernichtungslager Maly Trostinez deportiert, wo er ermordet wurde. Des Weiteren wurden auch zwei Frauen des Ortes zur Tötungsanstalt Hartheim bei Linz verschleppt und dort als „unwertes Leben“ ermordet.
Unter den von den Nationalsozialisten wegen ihrer Gesinnung Verfolgten war auch der Weggefährte von Rudolf Gomperz, der damals größte Sohn des Dorfes Hannes Schneider, der nach einer Verhaftung in die USA floh.
Kurz vor Kriegsende glich das Dorf einem Heerlager: Vor den vorrückenden Amerikanern fliehende deutsche Truppen stauten sich vor dem Arlbergpass, der wegen ungewöhnlich hoher Schneelage unpassierbar war. Kurz vor dem Einmarsch der Amerikaner Anfang Mai 1945 gelang es den deutschen Truppen, weiterzuziehen, sodass der Ort weitgehend ohne Kampfhandlungen von den amerikanischen Truppen eingenommen werden konnte.
Von 240 im Zweiten Weltkrieg eingerückten Soldaten aus St. Anton kamen 86 nicht mehr zurück.

### Entwicklung des Fremdenverkehrs

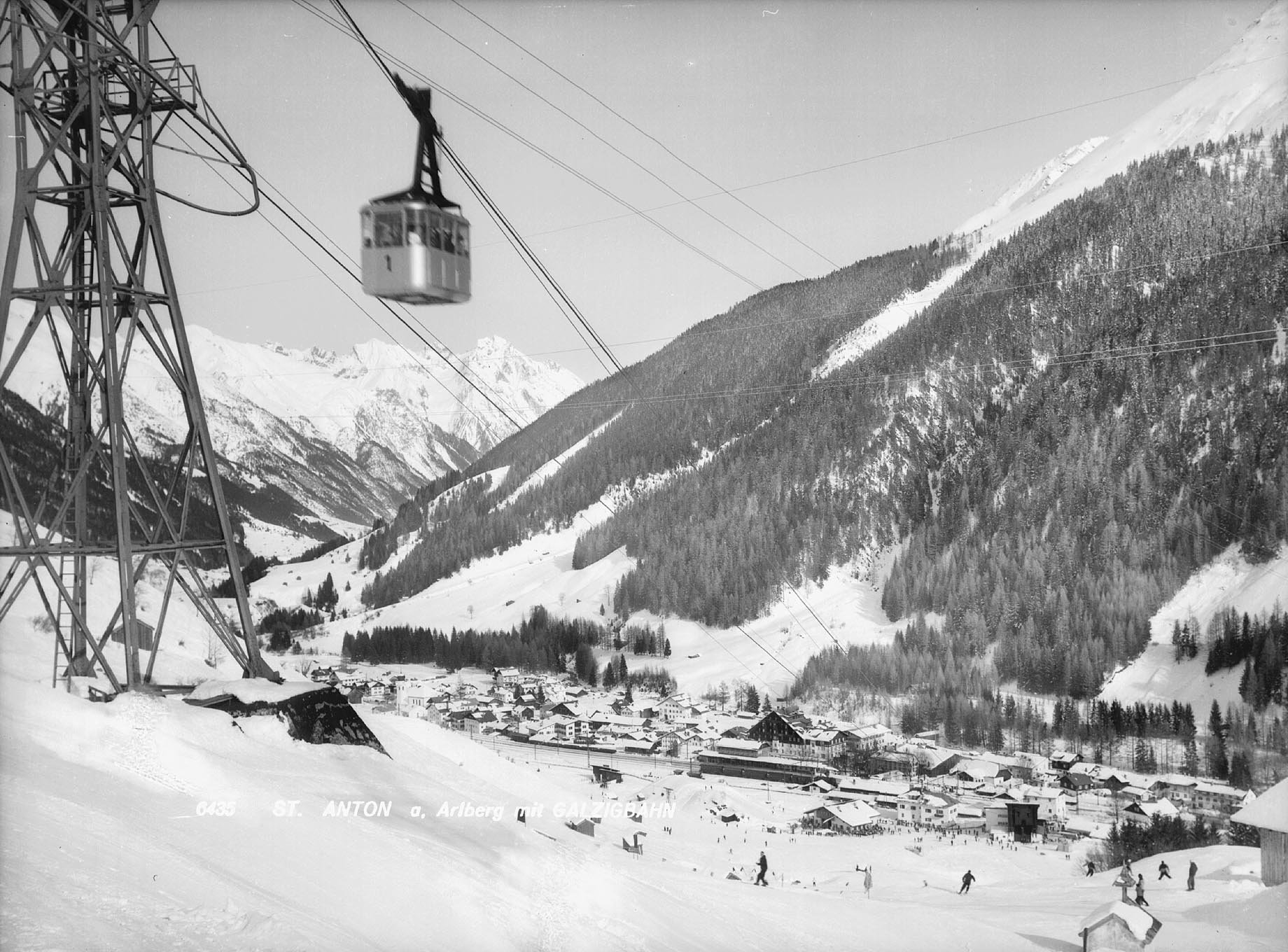
Die alte Galzigbahn mit Blick auf St. Anton am Arlberg

1895 wurde durch den Gastwirt Carl Schuler das erste Hotel erbaut, welches 1897 mit dem Namen Hotel Post eröffnet werden konnte. Das Hotel Post verfügte über ca. 110 Betten, Zentralheizung, elektrisches Licht sowie Lese- und Billardzimmer, eine Kegelbahn und einen Lawn-Tennisplatz. Weitere Hotels folgten bald. 1910 hatte St. Anton bereits über 328 Gästebetten, die bis zum Beginn des Ersten Weltkriegs, der die touristische Entwicklung vorerst stoppte, auf 369 anstiegen.
Am 3. Jänner 1901 wurde im Hospiz in St. Christoph der Ski-Club Arlberg gegründet und bald wurden erste Skirennen durchgeführt. 1907 kam Hannes Schneider als Skilehrer in das Hotel Post nach St. Anton. Mit seiner Arlbergtechnik revolutionierte er den modernen Skilauf. 1922 gründete er die Skischule St. Anton. In den darauf folgenden Jahren folgte eine weitere Erhöhung der Bettenzahl, 1927 zählte man, dank des unermüdlichen Einsatz von Rudolf Gomperz (ab 1926 Leiter des Tourismusbüros), bereits 664 Fremdenbetten.
In den 1930er Jahren drehte Arnold Fanck einige Spielfilme in St. Anton, darunter Der weiße Rausch, Fuchsjagd im Engadin und Wunder des Schneeschuhs, die nachhaltig die Entwicklung des Skilaufes nicht nur am Arlberg, sondern in den gesamten Alpen mit beeinflussten. 1934 zählte man in St. Anton 1.000 Gästebetten und ca. 55.000 Übernachtungen.

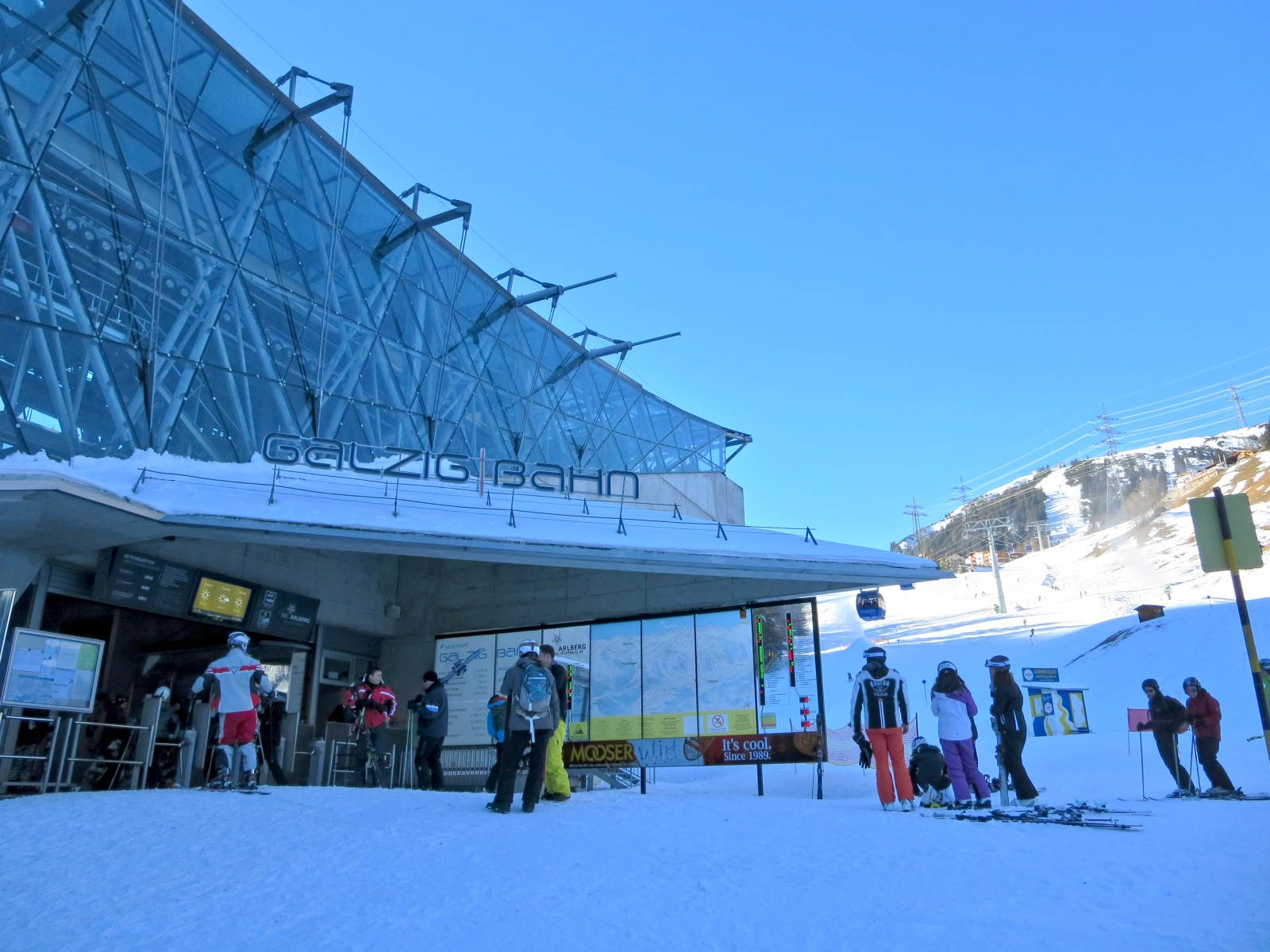
Die neue Galzigbahn

Mit dem Bau der Seilbahn auf den Galzig 1937, deren unermüdlicher Verfechter und Wegbereiter Rudolf Gomperz war, wurde der Grundstein für eine groß angelegte Seilbahnerschließung gelegt, die in den Nachkriegsjahren mit dem Bau der St. Christoph-, Valluga-, Gampen- und Kapallbahn ihre Fortführung fand. Zu Beginn des Zweiten Weltkriegs konnten 1154 Betten gezählt werden, während des Krieges war St. Anton Fronturlaubsziel mehrerer Heeresverbände.
Erst 1947 kam der Fremdenverkehr langsam wieder in Gang und setzte sich kontinuierlich mit großen Steigerungen fort. Die Zahl der Gästebetten stieg von 1700 (Jahr 1956) bis auf 5658 (Jahr 1975) bei nunmehr über 560.000 Übernachtungen. Weitere Seilbahnerschließungen erfolgten in den Jahren 1965 bis 1975, darunter eine komplette Neuerschließung mit dem Bau der Rendlbahn im Moostal.
Von 1975 bis 1985 setzte sich diese Entwicklung fort und St. Anton wurde mit dem Arlberg Tarif Verbund zu einem Großraum-Skigebiet, der den Gästen die Benutzung aller Liftanlagen am gesamten Arlberg ermöglichte. 1985 erhöhte sich die Bettenzahl auf 7.325 bei 815.000 Übernachtungen. 1995 konnte eine Bettenzahl von 8.500 bei 900.000 Übernachtungen erreicht werden. In den 1990er Jahren erfolgte auch die Ausweitung der Beschneiungsanlagen durch die Arlberger Bergbahnen, welche eine weitgehende Schneesicherheit auf allen Skibergen herstellte.

### Wolfsgrubenlawine 1988

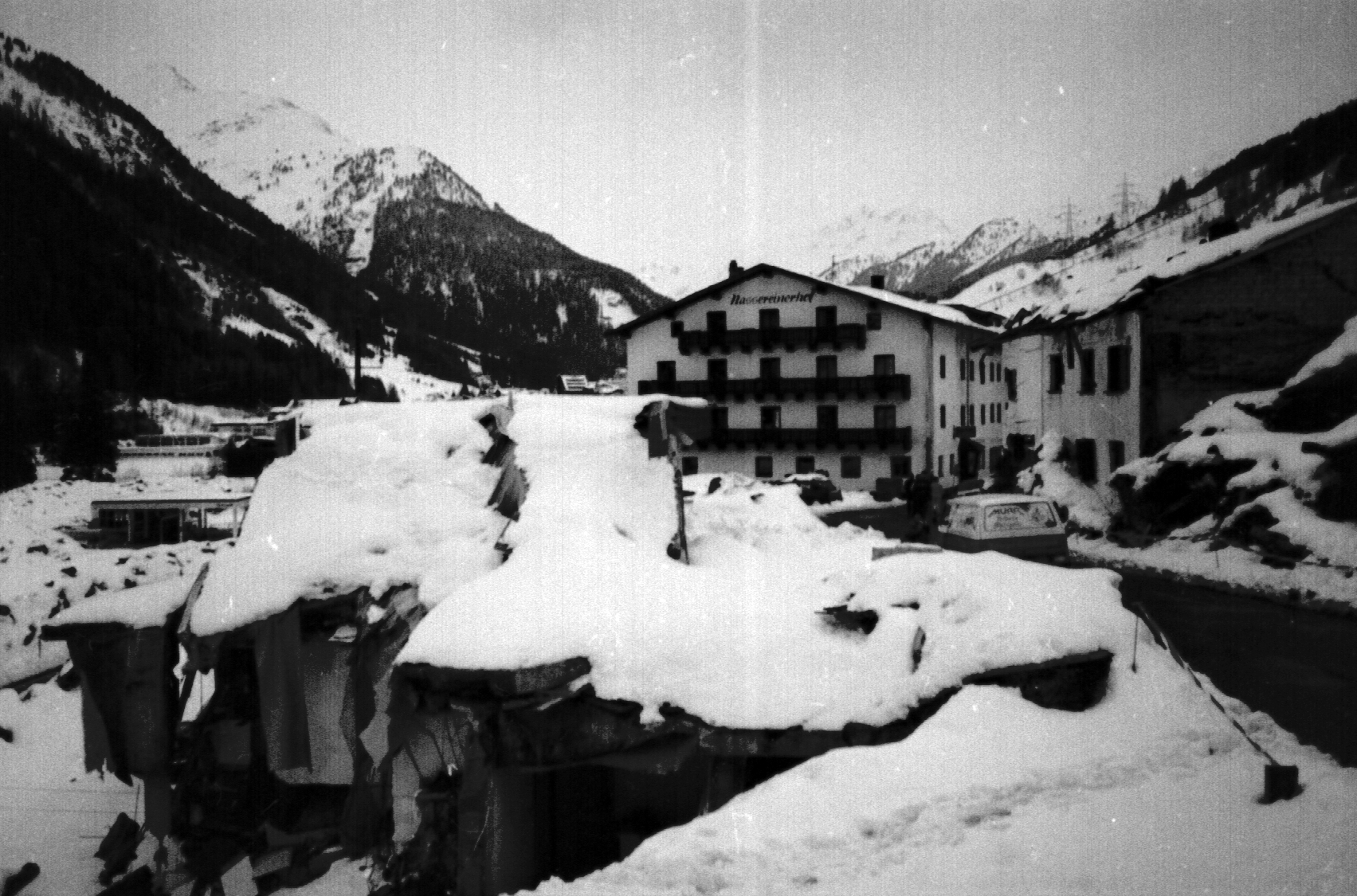
Von der Wolfsgrubenlawine 1988 beschädigte Häuser

Am 13. März 1988 gegen 6:50 Uhr ging eine Lawine aus den Einzugsgebieten des Wolfsgruben- und Stockibach ab und verschüttete Teile des Ortsteils Nasserein. Ein Haus wurde völlig zerstört und 29 weitere beschädigt. Fünf schwedische Urlauber und zwei einheimische Frauen starben, 23 weitere Personen wurden verletzt. Die B197 und die Arlbergbahn wurden unter bis zu 5 m Schnee begraben; St. Anton war drei Tage lang von der Außenwelt abgeschnitten. Bereits im folgenden Sommer begannen die Arbeiten an Lawinenverbauungen, die erst 2014 vollständig abgeschlossen waren.

### Alpine Ski-WM 2001
1996 beim FIS-Kongress in Christchurch/Neuseeland erhielt St. Anton den Zuschlag zur Durchführung der Alpinen Skiweltmeisterschaften 2001. Die Weltmeisterschaft selbst wurde dann zu einem großen sportlichen Ereignis mit mehr als 350.000 Zuschauern vor Ort. Mittelbar oder unmittelbar im Zusammenhang mit der WM entstanden zahlreiche Neubauprojekte im Ort. Das multifunktionale Kongresszentrum ARLBERG-well.com, das Zielstadion „FIS Alpine Ski WM 2001“ und die Nassereinbahn waren direkte WM-Projekte, darüber hinaus haben viele Hoteliers den Anlass genutzt, um die Bettenzahlen durch Erweiterungen aufzustocken oder ihre Gästehäuser zu renovieren. Als Großprojekt im Zusammenhang mit den Alpinen Skiweltmeisterschaften stand außerdem die Verlegung des Bahnhofes und des Streckenverlaufes.

### Bahnverlegung

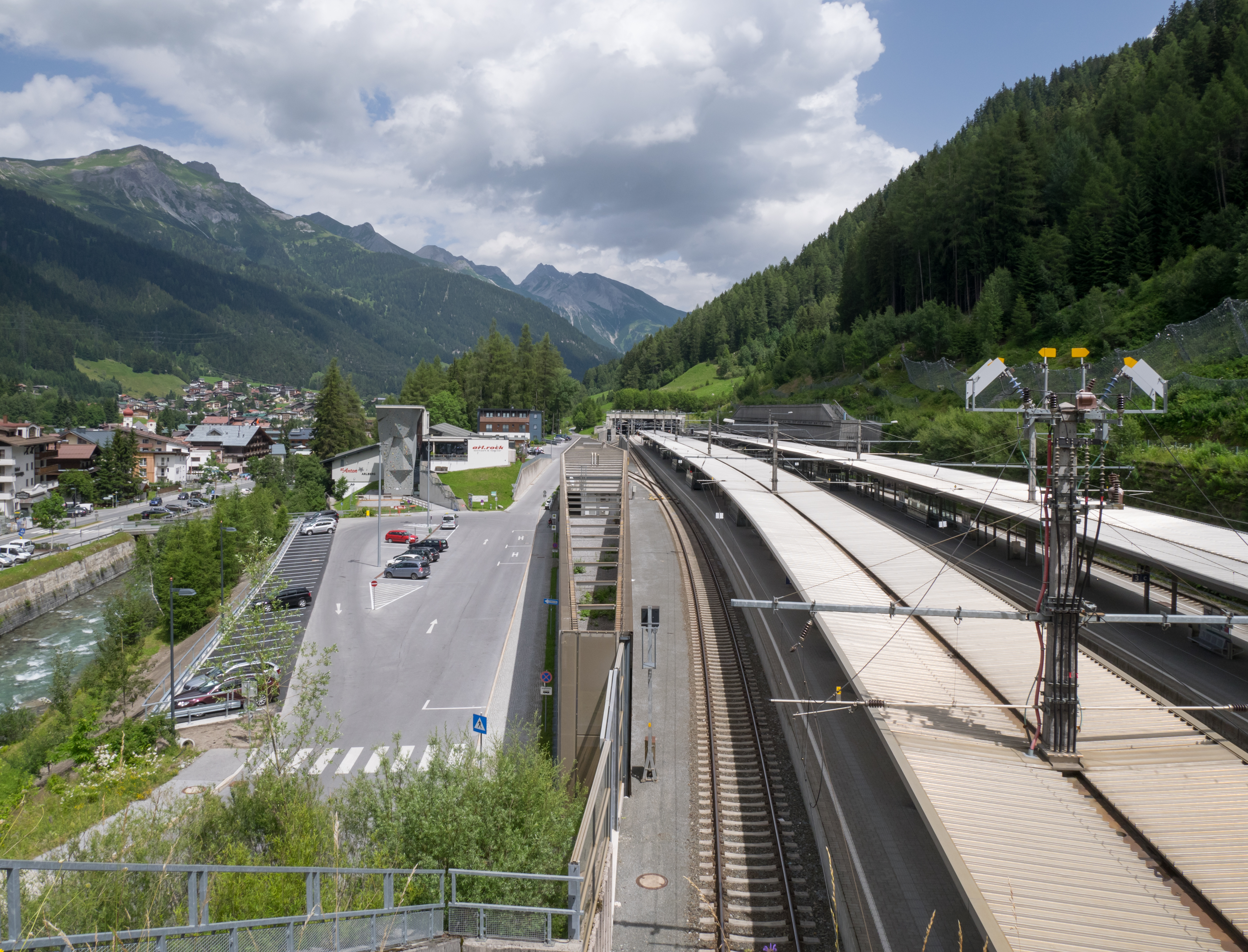
Blick vom Ostportal des Arlbergtunnels auf den neuen Bahnhof von St. Anton am Arlberg

Im Zusammenhang mit den Alpinen Skiweltmeisterschaften 2001 wurde die Arlbergbahnlinie auf dem Gemeindegebiet verlegt und am Südrand des Ortes und südlich der Rosanna ein neuer Bahnhof errichtet. Innerhalb von 36 Monaten wurde das zwei Milliarden Schilling teure Projekt realisiert und am 10. September 2000 wurde der offizielle Fahrbetrieb auf der neuen Strecke aufgenommen. Durch die Bahnverlegung wurde die über Jahrzehnte andauernde Teilung des Ortes durch die Bahnlinie aufgehoben und es entstanden neue Freiflächen mitten im Ort, die z. T. mit einem Park begrünt wurden. Auch ging die Lärmbelästigung durch die nunmehr teilweise eingehauste Bahntrasse erheblich zurück. Das alte Bahnhofsgebäude steht unter Denkmalschutz und bleibt erhalten.

### Alpenhochwasser 2005

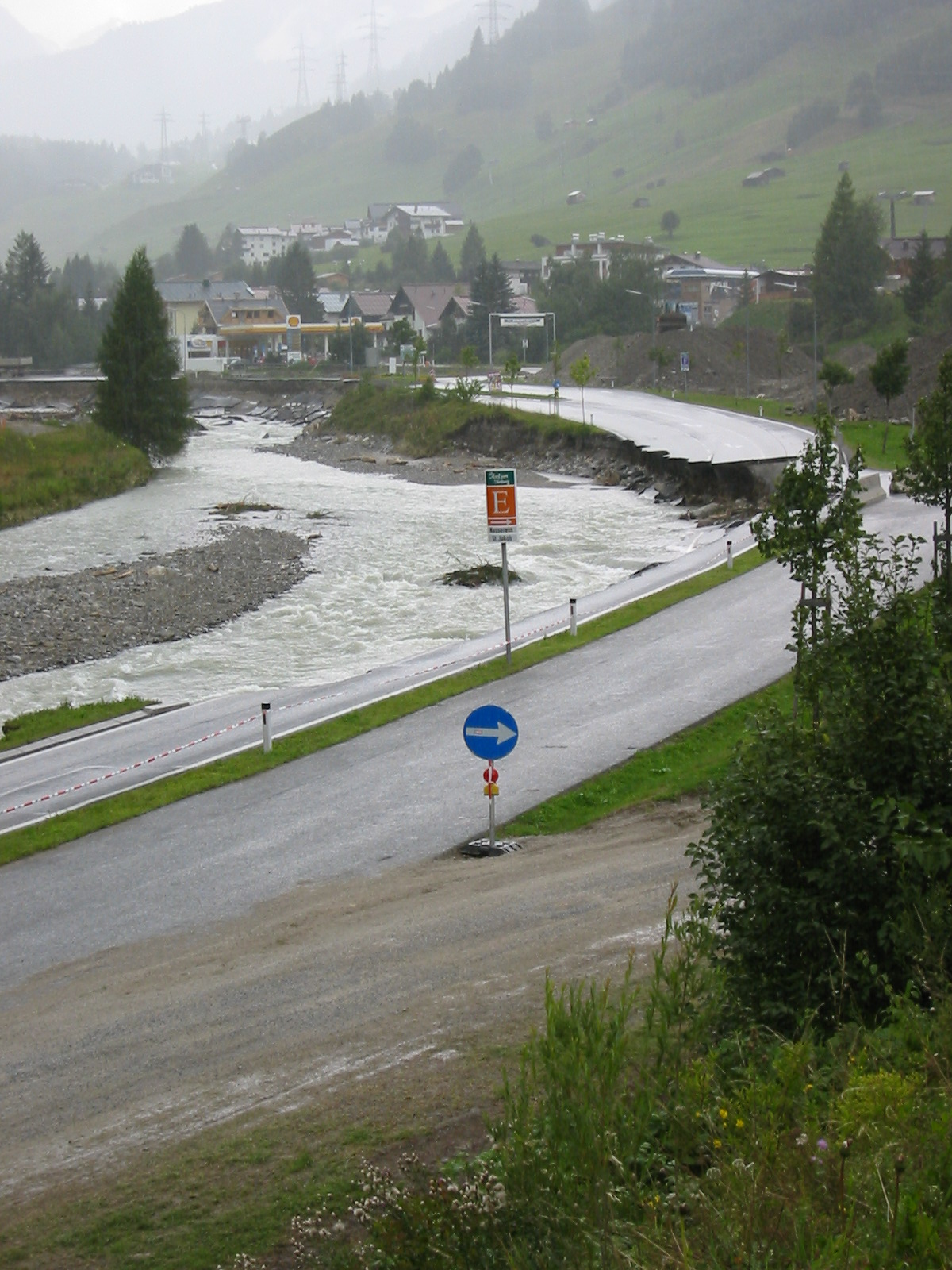
Schäden an der Arlbergstraße im östlichen Bereich von St. Anton nach dem Alpenhochwasser 2005

Beim Hochwasser im August 2005 wurde mit 186 m³/s am Pegel Strengen der bislang höchste Durchfluss der Rosanna gemessen. An mehreren Stellen trat die Rosanna über die Ufer und zerstörte u. a. die Arlbergstraße B 197 in St. Anton. Zwischen Flirsch und Strengen wurde der Bahndamm der Arlbergbahn unterspült, in Strengen auch Teile der B171, so dass das obere Stanzer Tal und damit St. Anton für mehrere Tage von der Außenwelt abgeschnitten waren. Telefon-, Mobilfunk- und Internetverbindungen waren ebenfalls unterbrochen. Die zu der Zeit im Bau befindliche Südröhre des Strenger Tunnels wurde innerhalb weniger Tage provisorisch für den Verkehr hergerichtet, um wieder eine behelfsmäßige Straßenverbindung zu schaffen. Im Gegensatz zum Paznaun kam es jedoch aufgrund der Talform des Stanzer Tals zu keinen großräumigeren Überflutungen.

### Bevölkerungsentwicklung
| St. Anton am Arlberg: Einwohnerzahlen von 1869 bis 2024 | St. Anton am Arlberg: Einwohnerzahlen von 1869 bis 2024 | St. Anton am Arlberg: Einwohnerzahlen von 1869 bis 2024 | St. Anton am Arlberg: Einwohnerzahlen von 1869 bis 2024 | St. Anton am Arlberg: Einwohnerzahlen von 1869 bis 2024 |
| ------------------------------------------------------- | ------------------------------------------------------- | ------------------------------------------------------- | ------------------------------------------------------- | ------------------------------------------------------- |
| Jahr                                                    |                                                         |                                                         |                                                         | Einwohner                                               |
| 1869                                                    | 1869                                                    |                                                         | 785                                                     | 785                                                     |
| 1880                                                    | 1880                                                    |                                                         | 1.501                                                   | 1.501                                                   |
| 1890                                                    | 1890                                                    |                                                         | 766                                                     | 766                                                     |
| 1900                                                    | 1900                                                    |                                                         | 877                                                     | 877                                                     |
| 1910                                                    | 1910                                                    |                                                         | 1.108                                                   | 1.108                                                   |
| 1923                                                    | 1923                                                    |                                                         | 1.257                                                   | 1.257                                                   |
| 1934                                                    | 1934                                                    |                                                         | 1.466                                                   | 1.466                                                   |
| 1939                                                    | 1939                                                    |                                                         | 1.605                                                   | 1.605                                                   |
| 1951                                                    | 1951                                                    |                                                         | 1.580                                                   | 1.580                                                   |
| 1961                                                    | 1961                                                    |                                                         | 1.741                                                   | 1.741                                                   |
| 1971                                                    | 1971                                                    |                                                         | 2.089                                                   | 2.089                                                   |
| 1981                                                    | 1981                                                    |                                                         | 2.169                                                   | 2.169                                                   |
| 1991                                                    | 1991                                                    |                                                         | 2.188                                                   | 2.188                                                   |
| 2001                                                    | 2001                                                    |                                                         | 2.523                                                   | 2.523                                                   |
| 2011                                                    | 2011                                                    |                                                         | 2.490                                                   | 2.490                                                   |
| 2021                                                    | 2021                                                    |                                                         | 2.325                                                   | 2.325                                                   |
| 2024                                                    | 2024                                                    |                                                         | 2.366                                                   | 2.366                                                   |
| Quelle(n): Statistik Austria, Gebietsstand 1.1.2021     |                                                         |                                                         |                                                         |                                                         |

### Ausbreitung des Coronavirus 2020
Am 13. März 2020 wurde St. Anton im Zuge der COVID-19-Pandemie in Österreich für zunächst zwei Wochen unter Quarantäne gestellt. Ausländische Gäste wurden zuvor zur Ausreise aufgefordert. Teilweise flüchteten Gäste zu Fuß aus St. Anton.

### Unwetter am 16. August 2024

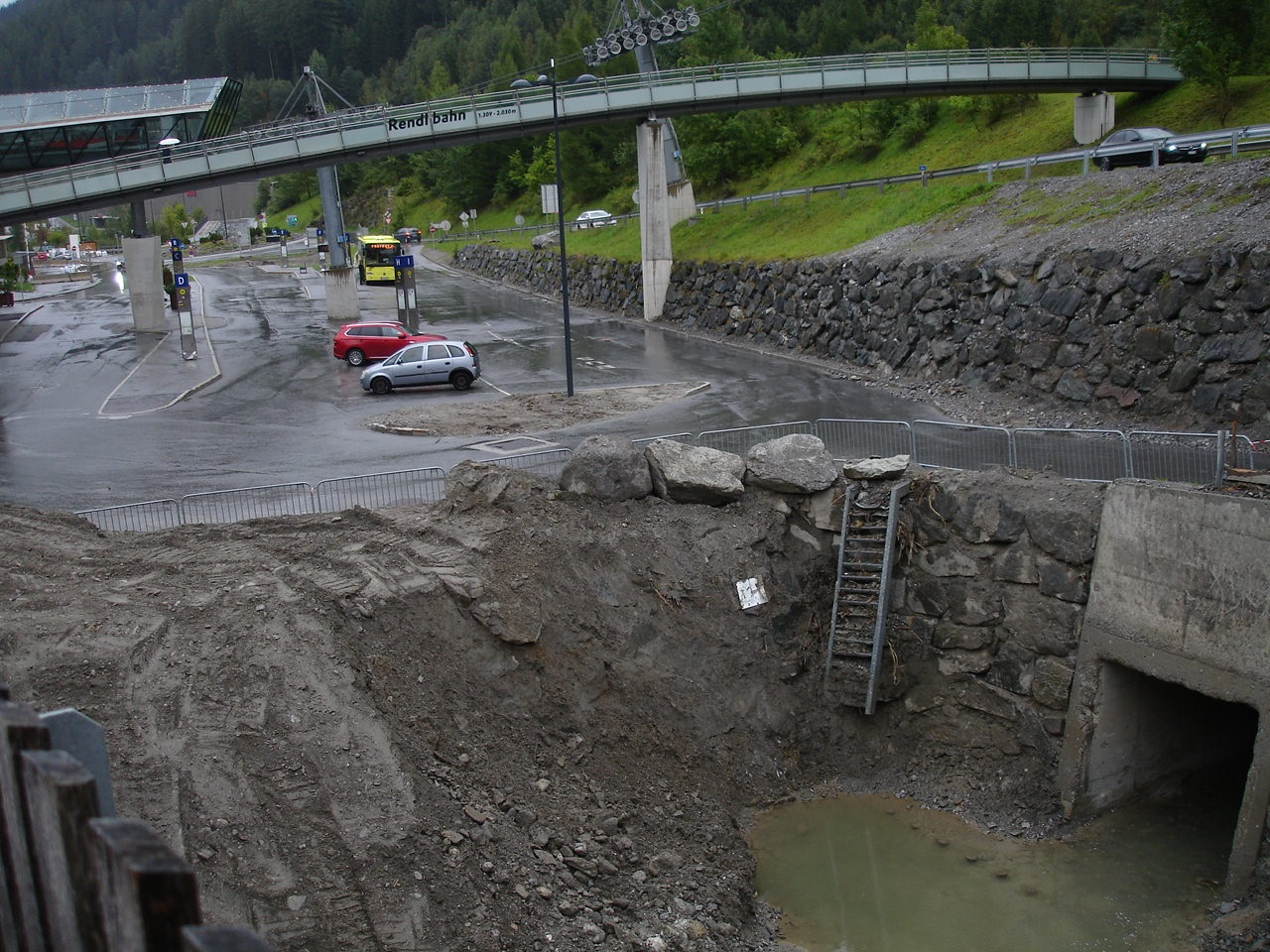
St. Anton am 9. September 2024, drei Wochen nach dem Unwetter: Der kleine Durchlass rechts vorn für den Steißbach verklauste, die Mure floss daraufhin unter der Rendlbahn hindurch und über den Busbahnhof ins Ortszentrum.

Intensiver Regen (an der ZAMG-Wetterstation auf dem Galzig fielen innerhalb von zwei Stunden 88 mm Regen) führte zum Abgang einer 50000 m³ umfassenden Mure aus dem im südöstlichen Galzighang liegenden Jungbrunnentobel sowie zu enormen Abflussfrachten aus dem Steißbachtal. Die Geschiebemassen und das Wildholz verklausten einen Durchlass, so dass die Mure sich einen Weg über Straßen und Plätze suchte. Der westliche Bereich des Ortszentrums westlich und nordwestlich des Bahnhofs und im Bereich der Talstation der Rendlbahn wurde teils meterhoch zugeschüttet, mehrere geparkte Fahrzeuge wurden weggespült und weitere vom Schlamm eingeschlossen sowie 35 Häuser beschädigt. Für die Einheimischen, die die Auswirkungen der Naturgewalten durchaus gewohnt sind, ist dieser Murenabgang ein Ereignis in einer bisher unbekannten Größenordnung. Bis zu 350 Einsatzkräfte und ein Großaufgebot von jeweils bis zu 30 Baggern, LKW und Radladern waren danach zur Schadensbeseitigung eingesetzt. Nachdem das Unwetter auch die Arlbergpassstraße etwa 400 m westlich der Landesgrenze Vorarlberg/Tirol teilweise wegriss und der Arlberg-Straßentunnel ohnehin den ganzen Sommer über wegen Bauarbeiten planmäßig gesperrt ist, war St. Anton bis zur provisorischen Reparatur der Passstraße von Vorarlberg auf dem Straßenweg eine Woche lang nicht direkt erreichbar.

## Kultur und Sehenswürdigkeiten

### Bauwerke und Museen

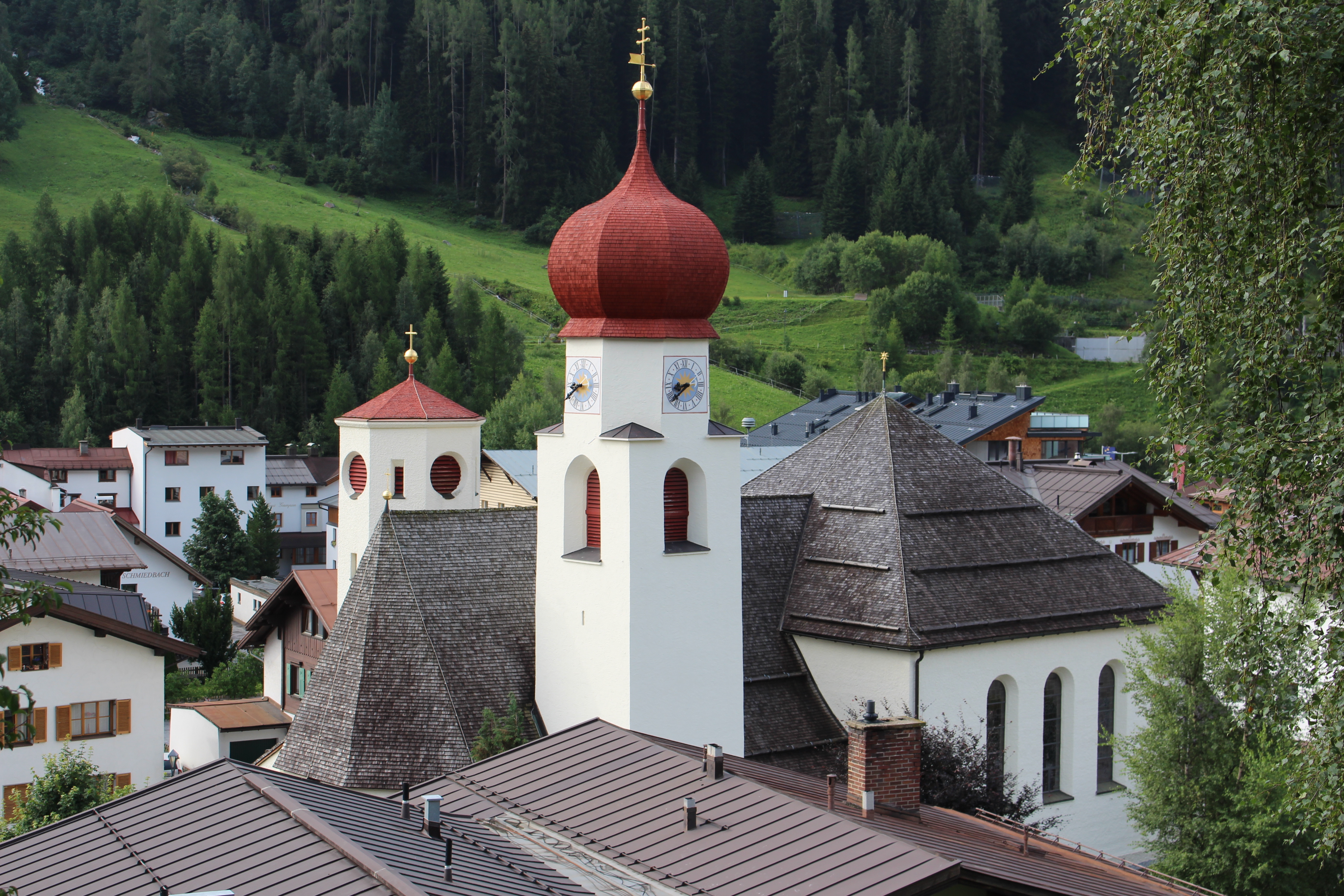
Pfarrkirche St. Anton am Arlberg

Innerhalb der Gemeinde bestehen die beiden katholischen Pfarreien St. Anton und St. Jakob, deren Kirchengebäude sehenswert sind.
- Die Kirche von St. Anton wurde 1698 zu Ehren der hll. Jungfrau, Franziskus und des Ortspatrons Antonius von Padua geweiht. Die Kirche wurde 1932 von Clemens Holzmeister erweitert und gilt als besonders gelungenes Beispiel früher Denkmalpflege, die Altsubstanz mit moderner Architektur vereint. Außen weitgehend barock wirkend, ist das Interieur in Architektur, Malerei und Ausstattung von Moderne geprägt.

Der St. Antoner Friedhof liegt abseits unterhalb des Dorfs, und steht ebenfalls unter Denkmalschutz.
- Die St. Jakober Kirche, dem Apostel Jakobus dem Älteren geweiht. Die Vorgängerkirche war die älteste Kirche im oberen Stanzertal (1275 erwähnt). Die heutige Kirche wurde 1773–1778 erbaut. Der trutzige Turmhelm von 1888 war das Wahrzeichen des Orts und wurde nach einem Brand 1943 neu konstruiert. Das Innere ist ein bedeutendes, geschlossenes Barockensemble. Insbesondere die Kanzel ist in künstlerischer Hinsicht besonders wertvoll. Die Fassade ist von einem großen Christophorus-Gemälde geziert. Auch der Friedhof der Kirche ist bemerkenswert.Museum St. Anton am Arlberg

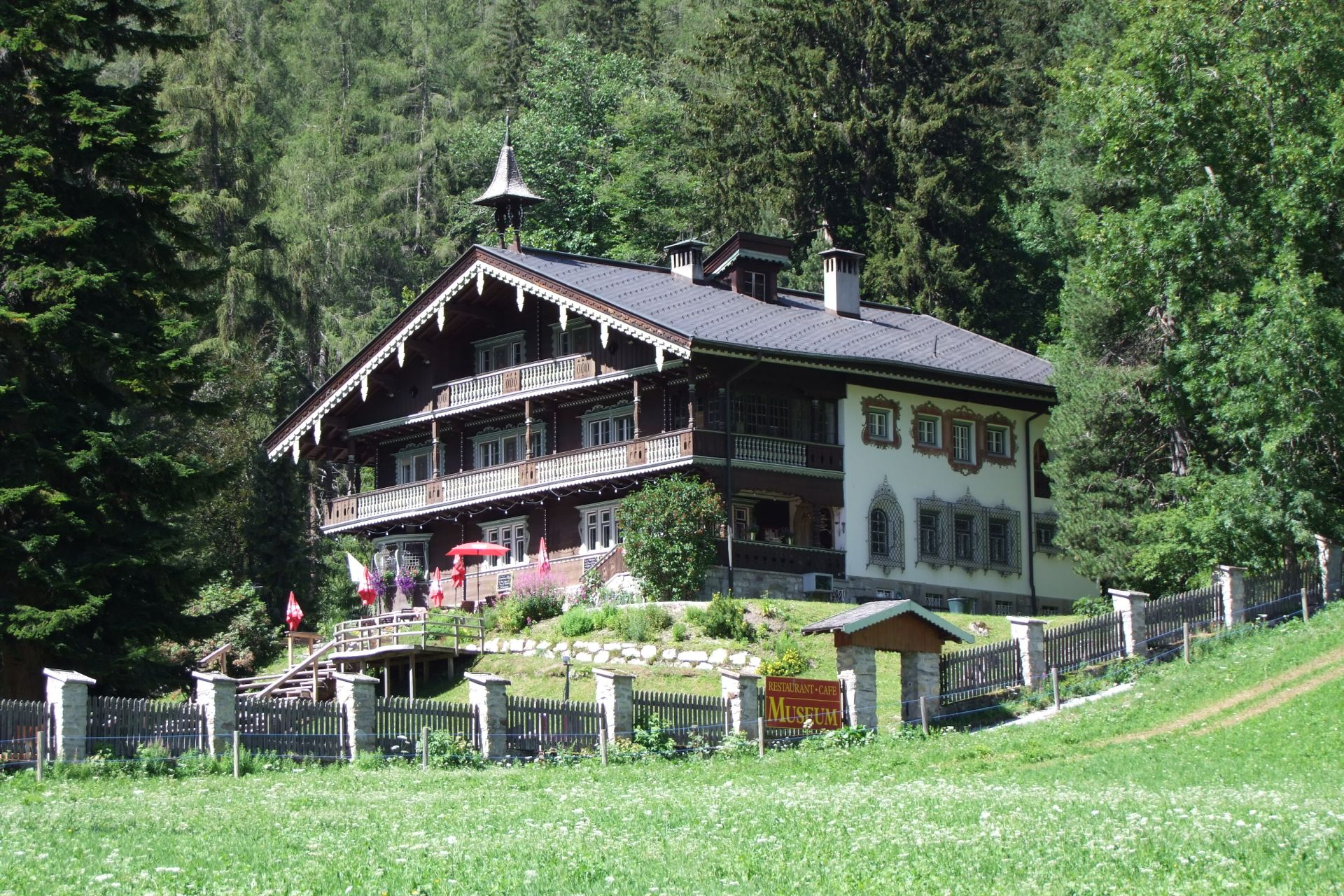
Museum St. Anton am Arlberg

- Sehenswert ist das Ski- und Heimatmuseum in der Trier-Villa.

### Nachtleben
St. Anton ist bekannt für seine Diskos, Pubs und Bars auf der Dorfstraße und an den Hängen entlang der Talabfahrten. Bekannt sind z. B. das Krazy Kanguruh, die Kaminstube, der Mooserwirt und das TAPS an den Pisten, und im Ort die Bar Cuba, das Bobo’s, der QClub (bis 2021 Horny B), die Murrmel Bar, das Piccadilly, der Postkeller und die Rosanna Lounge (bis 2021 Scotty’s). Durch den hohen Anteil internationaler Gäste (über 50 % sind nicht-deutschsprachig) ist die „Kneipensprache“ teilweise Englisch.

## Wirtschaft und Infrastruktur

### Tourismus

#### Touristische Infrastruktur

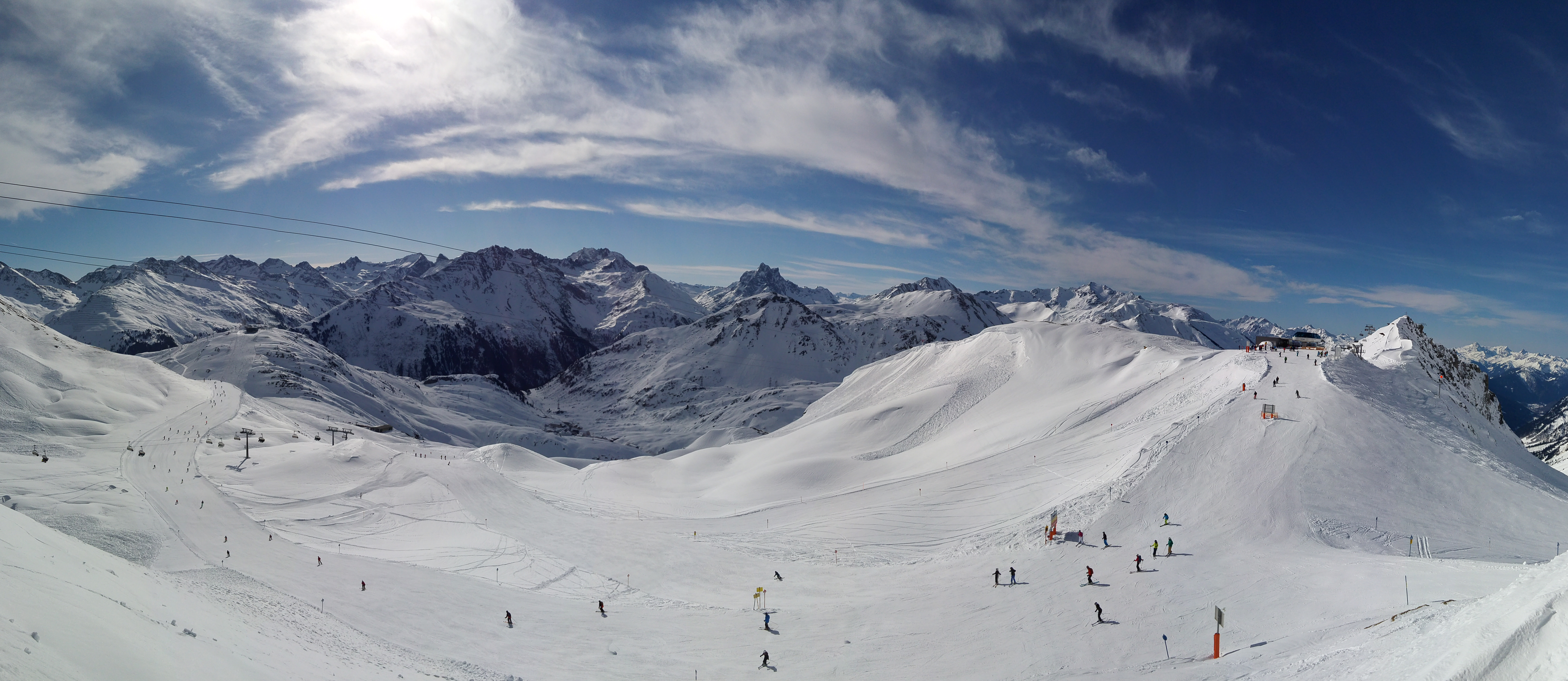
Panorama bei der Ulmerhütte

Der Tourismus dominiert die nahezu monostrukturierte Wirtschaft am gesamten Arlberggebiet. Es gibt zwar noch mehrere Handwerks-, Handels- und Dienstleistungsbetriebe, die jedoch vorwiegend in Abhängigkeit vom Ski-Tourismus stehen. Die Arlberger Bergbahnen erschließt, als der größte Liftbetreiber im Tarifverbund mit 31 Seilbahn- und Liftanlagen – mit einer stündlichen Gesamtförderleistung von 58.405 Personen, das Skigebiet Ski Arlberg.
Mit circa 10.000 Gästebetten in Hotels und Beherbergungsbetrieben werden pro Wintersaison ca. eine Million Übernachtungen erreicht.
Während die Sommersaison bis in die 1970er Jahre durch den Titel Höhenluftkurort auch von Bedeutung war, jedoch durch den Beginn des immer leistungsfähigeren Fernreisetourismus erheblich zurückging, ist seit Anfang der 90er Jahre wieder ein Trend zum Sommertourismus in St. Anton auffällig. Sportarten wie Mountainbiking oder Nordic Walking locken immer mehr sportbegeisterte Urlauber in der schneearmen Zeit an den Arlberg. Hotels, Gaststätten und die Bergbahnen haben sich darauf eingestellt und bieten mittlerweile spezielle Aktiv-Pakete für Sommergäste an.
Seit 2002 besteht ein Freibad mit Wellnesscenter, um Touristen auch in den Sommermonaten anzuziehen. 2008 wurde weiters die alte Tennishalle erneuert, die nun eine Bowling-/Kegelbahn, eine Mehrzweckhalle (Tennis, Volleyball, Fußball) sowie einen Squash-Platz und einen Luftgewehrschießstand enthält. Herzstück der neuen Halle ist der Kletterbereich.
Dennoch bleibt der Ski-Tourismus weiterhin die Haupteinnahmequelle des Ortes.

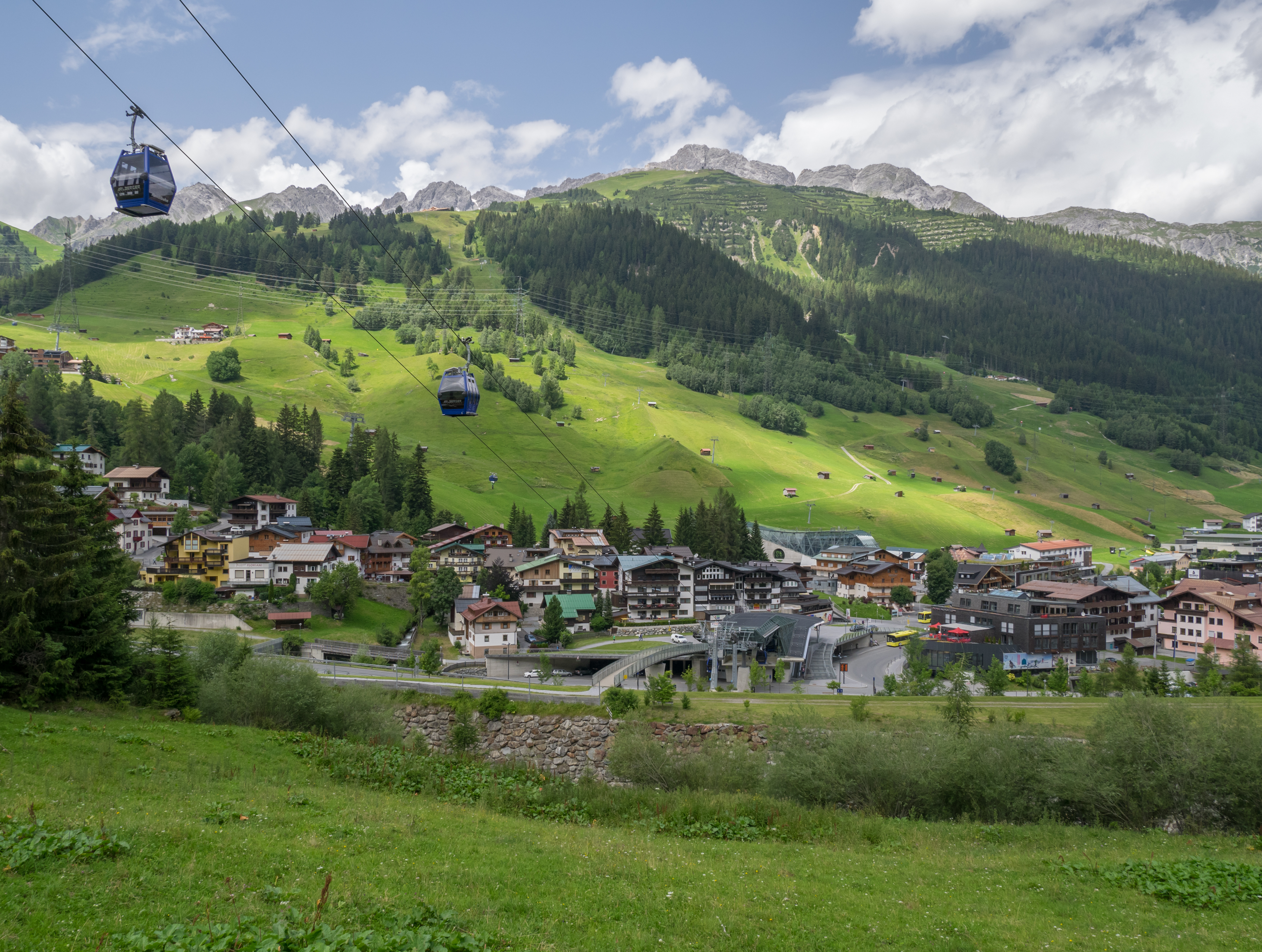
Sommer in St. Anton am Arlberg

Die touristische Infrastruktur im Sommer umfasst
- ca. 96 km markierte Wanderwege und mehrere Schutzhäuser der Alpenvereine (Darmstädter, Edmund Graf-, Konstanzer, Kaltenberghütte im Verwall sowie Ulmer, Stuttgarter und Leutkircher Hütte in den Lechtaler Alpen).
- zwei Klettersteige
- einen Winterklettersteig
- ein Hallenbad mit Außenbereich (neben zahlreichen Hotelhallenbädern)
- Wanderwege
- Mountainbike Routen
- Angelmöglichkeiten

Die touristische Infrastruktur im Verbund Ski Arlberg umfasst
- 88 Lifte und Seilbahnen (Lifte des Ortes einzeln aufgeführt im Artikel Arlberger Bergbahnen)
- 305 km präparierte Pisten mit folgenden Schwierigkeitsgraden: 131 km leicht, 123 km mittel, 51 km schwer
- 200 km naturbelassene, aber gesicherte Tiefschneerouten
- 10 Skiwanderrouten
- ein Hallenbad mit Außenbereich (neben zahlreichen Hotelhallenbädern) und Fitnesscenter
- ein multifunktionales Sportzentrum
- eine beleuchtete, 4,3 km lange Rodelbahn (ab der Bergstation der Nassereinbahn) mit einem Höhenunterschied von über 500 m.

Skihütten (teilweise auch im Sommer bewirtschaftet) gibt es im gesamten Skigebiet. Hier eine Auswahl:
Rodelhütte (an der Rodelbahn), Hospiz-Alm (St. Christoph), Heustadl, Sennhütte, Ulmer Hütte (DAV-Hütte), Kaminstube, Mooserwirt, u. v. m.
Liste der Anlagen in St. Anton am Arlberg
| Name                                         | Baujahr   | System     | Höhe ü.A. Talstation [Meter] | Höhe ü.A. Bergstation [Meter] | Strecken- länge [Meter] | Beförderungs- kapazität [Pers./Stunde] | Betrieb Winter | Betrieb Sommer |
| -------------------------------------------- | --------- | ---------- | ---------------------------- | ----------------------------- | ----------------------- | -------------------------------------- | -------------- | -------------- |
| Fangbahn                                     | 1999      | 4-CLD      | 1.317                        | 1.581                         | 751                     | 2.000                                  | W              | 0              |
| Galzigbahn                                   | 2006      | 24-FUT     | 1.320                        | 2.086                         | 2.542                   | 2.200                                  | W              | S              |
| Gampbergbahn                                 | 2003      | 6-CLD/B    | 2.009                        | 2.400                         | 1.137                   | 2.211                                  | W              | 0              |
| Gampenbahn                                   | 1990      | 4-CLD/B    | 1.310                        | 1.850                         | 1.492                   | 2.400                                  | W              | S              |
| Kapallbahn                                   | 1998      | 6-CLD/B    | 1.846                        | 2.328                         | 1.252                   | 3.200                                  | W              | S              |
| Kindlisfeldlift                              | 1968/2010 | 1-SL       | 1.300                        | 1.348                         | 242                     | 765                                    | W              | 0              |
| Maassbahn                                    | 1998      | 2-CLF      | 1.710                        | 2.054                         | 1.032                   | 1.440                                  | W              | 0              |
| Mattunbahn                                   | 1988      | 4-CLF      | 1.675                        | 1.885                         | 585                     | 1.930                                  | W              | 0              |
| Muldenlift                                   | 1998      | 1-SL       | 1.305                        | 1.355                         | 197                     | 725                                    | W              | 0              |
| Nassereinbahn                                | 2000      | 8-MGD      | 1.291                        | 1.863                         | 1.950                   | 2.600                                  | W              | 0              |
| Nassereinlift                                | 2000      | 1-SL       | 1.290                        | 1.350                         | 295                     | 700                                    | W              | 0              |
| Osthangbahn                                  | 1995      | 4-CLD/B    | 1.854                        | 2.180                         | 1.229                   | 2.650                                  | W              | 0              |
| Rendlbahn                                    | 2009      | 8-MGD      | 1.310                        | 2.031                         | 2.588                   | 1.300                                  | W              | S              |
| Riffelbahn I                                 | 1988      | 2-CLF      | 1.888                        | 2.432                         | 1.228                   | 1.440                                  | W              | 0              |
| Riffelbahn II                                | 1988      | 2-CLF      | 2.293                        | 2.645                         | 830                     | 1.450                                  | W              | 0              |
| Salzbödenlift                                | 1979/2015 | 1-SL       | 1.950                        | 2.044                         | 336                     | 1.175                                  | W              | 0              |
| Schindlergratbahn (Neu ab Winter 19/20)      | 2019      | 10-MGD     | 2.035                        | 2.579                         | 1.484                   | 2.800                                  | W              | 0              |
| Schöngrabenlift                              | 1974      | 2-SL       | 2.067                        | 2.302                         | 818                     | 1.430                                  | W              | 0              |
| Tanzbödenbahn                                | 2013      | 6-CLD/B-SV | 1.973                        | 2.177                         | 694                     | 2.000                                  | W              | 0              |
| Übungslift Gampen I                          | 1988      | 1-SL       | 1.840                        | 1.911                         | 306                     | 1.180                                  | W              | 0              |
| Übungslift Gampen II                         | 1980      | 1-SL       | 1.840                        | 1.878                         | 191                     | 780                                    | W              | 0              |
| Übungslift-Nasserein-Kinderpark (Hoppellift) | 2007      | 1-SL       | 1.297                        | 1.305                         | 64                      | 600                                    | W              | 0              |
| Vallugabahn I                                | 1954/2002 | 45-ATW     | 2.091                        | 2.645                         | 3.007                   | 440                                    | W              | S              |
| Vallugabahn II                               | 1955/2002 | 6-ATW      | 2.643                        | 2.811                         | 368                     | 185                                    | W              | S              |
| Vallugalift                                  | 1969      | 2-SL       | 2.464                        | 2.578                         | 474                     | 1.120                                  | W              | 0              |
| Zammermoosbahn                               | 1990      | 4-CLD/B    | 1.695                        | 2.183                         | 1.597                   | 2.400                                  | W              | 0              |

Die Abkürzungen in der Spalte „System“ sind unter Luftseilbahn erläutert.
Letzte 2 Spalten:
W = Winterbetrieb / S = Sommerbetrieb; jeweils grün unterlegt
0 = kein Sommerbetrieb, rot hinterlegt

### Landwirtschaft
Die Landwirtschaft ist in der Gemeinde von jeher klein strukturiert und seit vielen Jahren stark rückläufig. Aktuell gibt es noch 41 Nebenerwerbsbetriebe, die zumeist im Ortsteil St. Jakob gelegen sind. Auch die Almen (Alpen genannt) werden noch bewirtschaftet. Neben der Rinder- und Schafhaltung werden in den letzten Jahren vermehrt wieder Pferde (Haflinger) gehalten.

### Bildung

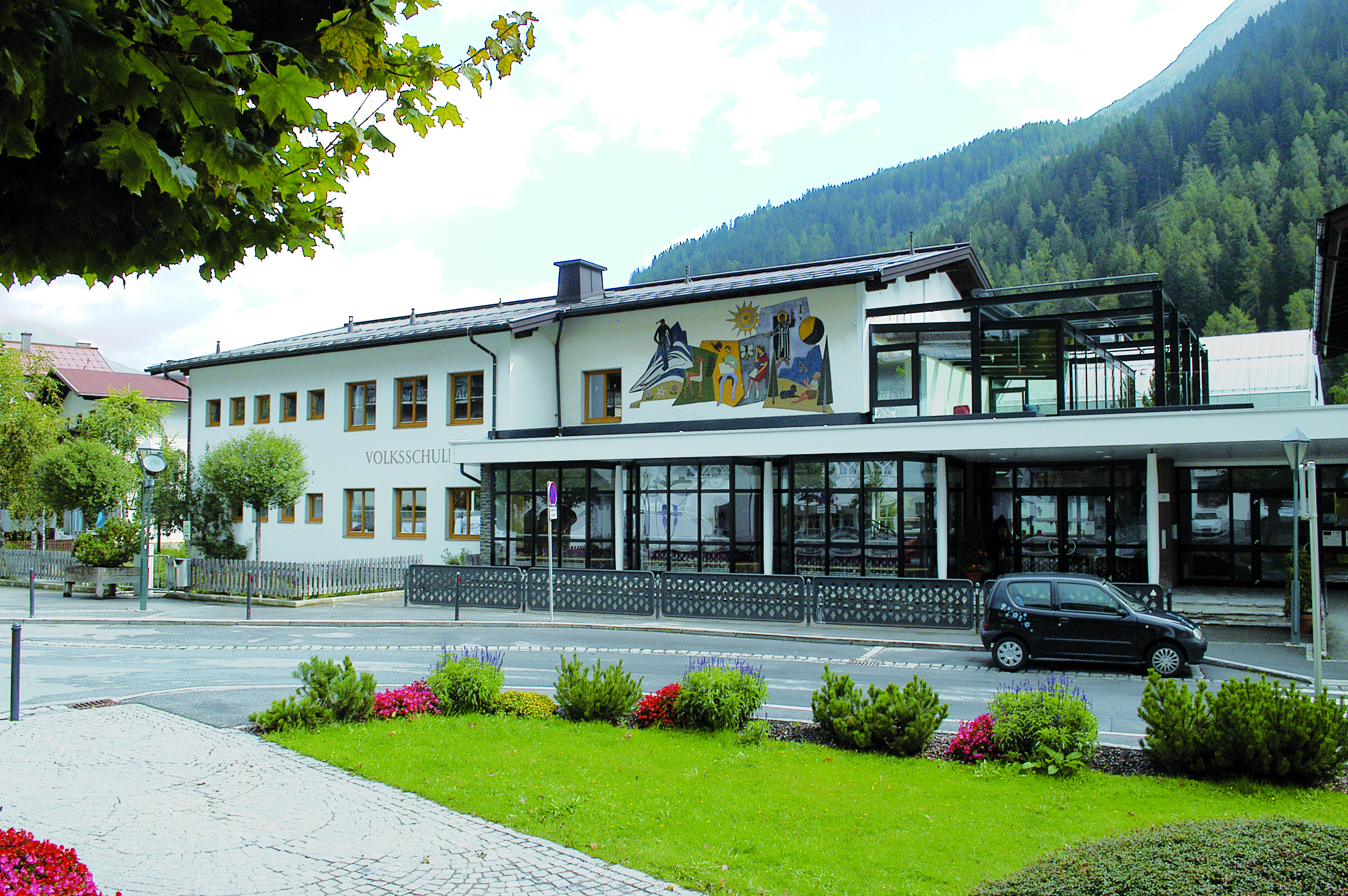
Volksschule St. Anton am Arlberg

St. Anton verfügt über zwei Kindergärten, zwei Volksschulen und eine Hauptschule/Neue Mittelschule.
Im Ortsteil St. Christoph ist die Bundesskiakademie St. Christoph am Arlberg (Ski Austria Academy, früher Bundessportheim). Hier werden neben Skilehrern und Sportstudenten auch Leistungssportler im alpinen Bereich ausgebildet. Zahlreiche erfolgreiche Schisportler haben diese Schule besucht.

### Energieversorgung
St. Anton wird vom dort ansässigen Unternehmen EWA, das drei Wasserkraftwerke mit insgesamt 52 GWh Jahresproduktion betreibt, hinsichtlich Stromversorgung als autark bezeichnet.
- Kraftwerk Kartell

## Politik
Die Gemeinde liegt im Gerichtsbezirk Landeck.

### Gemeinderat
Der Gemeinderat besteht aus 15 Mitgliedern.
| Partei                         | 2022    | 2022    | 2016    | 2016    |
| Partei                         | Prozent | Mandate | Prozent | Mandate |
| ------------------------------ | ------- | ------- | ------- | ------- |
| Bürgermeisterliste (BGM-Liste) | 44,62   | 7       | 40,00   | 6       |
| Liste St. Jakob (STJ)          | 21,11   | 4       | 20,74   | 3       |
| Gleichgewicht (GGW)            | 14,82   | 2       | 12,59   | 2       |
| Team Tourismus (TT)            | 9,77    | 1       |         |         |
| Leben in St. Anton (LISTA)     | 9,69    | 1       | 14,89   | 2       |
| mit - a - nond                 |         |         | 11,78   | 2       |

### Bürgermeister
Bei der Direktwahl des Bürgermeisters parallel zur Gemeinderatswahl 2016 wurde der bisherige Bürgermeister Helmut Mall als einziger antretender Kandidat wiedergewählt. Im Jahr 2022 setzte er sich mit 74 Prozent gegen seinen Gegenkandidaten durch.

### Wappen
Blasonierung: In Silber über blau gewelltem Schildfuß drei grüne Berge, der rechte und linke erhöht und mit silbernen Spitzen, der mittlere mit einem sich nach oben verjüngendem Pfahl, darüber mit den Fängen auf dem rechten und linken Berg aufstützend, der Tiroler Adler. Die Farben der Gemeindefahne sind Weiß-Rot.
Seit 1927 haben alle Tiroler Gemeinden das Recht, ein Wappen zu führen (bis dahin war das den Städten und Märkten vorbehalten). St. Anton war die erste Gemeinde, die nach dem neuen Gesetz ein Wappen verliehen bekam. Es wurde im Zuge der Namensänderung 1927 verliehen und symbolisiert die Passlage am „Tor zu Tirol“ von Westen. Der silberne Pfahl steht dabei für die Arlbergstraße, der gewellte Schildfuß für die Rosanna.

### Partnergemeinden
- Nozawa Onsen, seit 1971[20]

## Persönlichkeiten

### Ehrenbürger der Gemeinde
- Giacomo Nobile Ceconi (1833–1910), Verdienste um den Bau des Arlbergtunnels
- Carl Franz Schuler (1851–1917), Wegbegleiter des Tourismus, Hotelier
- Matthias Strobl (1865–1925), Pfarrer in St. Jakob am Arlberg
- Franz Xaver Zangerle (1848–1932), Wegbegleiter des Tourismus
- Carl Wagner (1850–1933), Oberingenieur, Gründung der Freiwilligen Feuerwehr
- Alois Haueis (1860–1951), Obmann des Tiroler Bauernbundes, Minister für Land- und Forstwirtschaft
- Rybizka Adolf (1872–1953), Medizinalrat
- Hannes Schneider (1890–1955), Skipionier und Gründer der Skischule Arlberg
- Ernst Rüdiger Fürst von Starhemberg (1899–1956), Bundesführer der Heimführer
- Heinrich Keim (1892–1956), Lehrer, Organist und Kapellmeister
- Guido Schmidt (1901–1957), Staatssekretär
- Josef Joham (1889–1959), Generaldirektor
- Ezio Foradori (1887–1960), Industrieller
- Julius Marzani (1879–1961), Skipionier und Skischulleiter
- Julius Raab (1891–1964), Bundeskanzler
- Josef Schumacher (1894–1971), Landeshauptmann von Tirol
- Walter Schuler (1891–1976), Bauer und Hotelier
- Kurt Schuschnigg (1897–1977), Justiz- und Unterrichtsminister
- Rudolf Draxl (1910–1984), Bauer und Skilehrer
- Rudi Matt (1909–1993), Skischulleiter
- Otto Murr (1921–2003), Chirurg, Obmann Bergrettung und Fremdenverkehrsverband
- Herbert Sprenger (1932–2003), 24 Jahre Bürgermeister, Hauptschul-Direktor, Kapellmeister, Organist
- Rudolf Tschol (1943–2015), Altbürgermeister, ehemaliger Obmann Tourismusverband
- Fritz Tschol (1929–2016), katholischer Ordensgeistlicher und Generalvikar der Territorialprälatur Xingu, der größten Diözese Brasiliens
- Adolf Werner (* 1936), Bruderschaftsmeister der Bruderschaft St. Christoph und Hotelier
- Franz Vranitzky (* 1937), Bundeskanzler
- Wendelin Weingartner (* 1937), Altlandeshaupmann Tirol
- Karl Schranz (* 1938), Skiweltmeister aus St. Anton
- Rudolf Streicher (* 1939), Unternehmer, Politiker und Dirigent
- Bruno Decristoforo (* 1946), Pfarrer in Dölsach (Osttirol). War 25 Jahre (bis 2008) Pfarrer in Sankt Anton am Arlberg.
- Karl Schlögl (* 1955), Politiker (SPÖ), ehemaliger Innenminister Österreichs[21]
- Jakob Klimmer

### Söhne und Töchter der Gemeinde
- Cassian Spiß (1866–1905), Benediktinermönch und Bischof von Südsansibar (heute Erzdiözese Dar-Es-Salaam)
- Rudolph Matt (1909–1993), österreichischer Skisportler und Weltmeister im Slalom 1936
- Friedl Pfeifer (1911–1995), österreichischer Skirennläufer
- Josef „Pepi“ Jennewein (1919–1943), österreichischer und deutscher Skirennläufer, Skispringer und Weltmeister in der Alpinen Kombination 1939
- Albert Pfeifer (1919–1943), österreichischer und deutscher Skirennläufer
- Josef „Pepi“ Gabl (1920–1992), österreichischer Skirennläufer und -trainer
- Franz Gabl (1921–2014), österreichischer Skirennläufer und Gewinner der Silbermedaille in der Abfahrt bei den Olympischen Winterspielen 1948
- Edi Mall (1924–2014), Skirennläufer
- Karl Fahrner (1929–1996), österreichischer Skirennläufer
- Hans Thöni (* 1931), Baumeister und Heimatforscher
- Ernst Falch (* 1939), österreichischer Skirennläufer
- Max von Tilzer (* 1939), österreichischer Biologe und emeritierter Professor für aquatische Ökologie an der Universität Konstanz und früherer Direktor des Alfred-Wegener-Instituts für Polar- und Meeresforschung
- Helmut Schranz (* 1941), österreichischer Skirennläufer
- Karl Gabl (* 1946), österreichischer Meteorologe und Bergsteiger
- Gertrud Gabl (1948–1976), österreichische Skirennläuferin und Weltcupsiegerin
- Andreas Öttl (* 1974), Solotrompeter im Orchester der Bayerischen Staatsoper, Universitätsprofessor für Trompete an der Universität Mozarteum Salzburg[22]